# اکسی‌فنیساتین
اکسی‌فنیساتین (به انگلیسی: Oxyphenisatine) با فرمول شیمیایی C
۲۰NH
۱۵O
۳ یک ترکیب شیمیایی با شناسه پاب‌کم ۳۱۳۱۵ است. 